# Rafael Limón
Rafael Limón Burgos, soprannominato Bazooka (Tlaxco, 13 gennaio 1954), è un ex pugile messicano, due volte campione mondiale WBC (1980-81 e 1982) dei pesi superpiuma.

## Carriera
Mancino, Rafael Limón esordì tra i professionisti nel 1972 a diciotto anni. Nel 1975, in un match al limite dei superpiuma, conseguì una vittoria con l’ex campione mondiale dei pesi gallo Lionel Rose. L’8 luglio 1979 ottiene la prima chance per il titolo mondiale WBC dei pesi superpiuma ma fu sconfitto a New York da Alexis Argüello per knock-out tecnico all’undicesimo round. 
Successivamente Argüello abbandonò il titolo per combattere nei pesi leggeri e Limón fu designato per contendere la cintura vacante al venezuelano Idelfonso Bethelmy. L’11 dicembre 1980, a Los Angeles conquistò per la prima volta il titolo mondiale WBC dei superpiuma per Kot al quindicesimo round.
Lo perse alla prima difesa nel 1981 a Stockton dai pugni dell’ugandese Cornelius Boza-Edwards ai punti in quindici riprese. Lo riconquistò il 29 maggio 1982 a Las Vegas in un combattuto match con Rolando Navarrete battendolo per knock-out tecnico al 12º round, quando stava indietro nel punteggio.
L'11 dicembre 1982 perse nuovamente il titolo mondiale dai pugni di Bobby Chacon ai punti in 15 riprese. Questo match è stato inserito al 51º posto nella lista compilata dalla rivista Ring Magazine dei 100 più grandi combattimenti di tutti i tempi, con titolo in palio e nominato "combattimento dell'anno" 1982 dalla stessa rivista specializzata.
Quando Bobby Chacon si rifiutò di andare a Porto Rico per difendere la cintura contro Héctor Camacho, il WBC dichiarò vacante il titolo mondiale e Bazooka Limón combatté contro Camacho per riconquistarlo. Macho Camacho non mostrò minimamente la sua mancanza d'esperienza contro avversari quotati e mandò al tappeto Limón fin dalla prima ripresa. Poi lo atterrò altre tre volte sinché, alla quinta ripresa, l'arbitro non poté far altro che interrompere il match e attribuire titolo e vittoria al portoricano per Kot.
Dopo questo match la carriera di Bazooka Limón declinò rapidamente. Combatté altre dieci volte con due sole vittorie e ben otto sconfitte. Tra gli avversari di rilievo affrontati, l’astro nascente Julio César Chávez e l’antico contendente Rolando Navarrete. In entrambi i casi scese sconfitto dal ring. Appese definitivamente i guantoni al chiodo nel luglio 1994, a quarant'anni di cui oltre 22 trascorsi sul ring.